# Episodi di Galactica (serie televisiva 1978)
La prima ed unica stagione della serie televisiva Galactica, composta da ventiquattro episodi, è stata trasmessa in priva visione negli Stati Uniti sull'emittente televisiva ABC dal 17 settembre 1978 al 29 aprile 1979.
In Italia è stata trasmessa in prima visione su Canale 5 dal 7 ottobre 1982 al 24 febbraio 1983.
| nº | Titolo originale                      | Titolo italiano                                          | Prima TV USA      | Prima TV Italia  |
| -- | ------------------------------------- | -------------------------------------------------------- | ----------------- | ---------------- |
| 1  | Saga of a Star World - Part I         | Battaglie nella galassia (prima parte)                   | 17 settembre 1978 | 2008 (DVD)       |
| 2  | Saga of a Star World - Part II        | Battaglie nella galassia (seconda parte)                 | 17 settembre 1978 | 2008 (DVD)       |
| 3  | Saga of a Star World - Part III       | Battaglie nella galassia (terza parte)                   | 17 settembre 1978 | 2008 (DVD)       |
| 4  | The Lost Planet of the Gods - Part I  | Kobol, il pianeta delle antiche leggende (prima parte)   | 24 settembre 1978 | 7 ottobre 1982   |
| 5  | The Lost Planet of the Gods - Part II | Kobol, il pianeta delle antiche leggende (seconda parte) | 1 ottobre 1978    | 14 ottobre 1982  |
| 6  | The Lost Warrior                      | Occhio Rosso                                             | 8 ottobre 1978    | 21 ottobre 1982  |
| 7  | The Long Patrol                       | La stirpe dei peccatori                                  | 15 ottobre 1978   | 21 ottobre 1982  |
| 8  | The Gun on Ice Planet Zero - Part I   | Zero, il pianeta dei ghiacci eterni (prima parte)        | 22 ottobre 1978   | 4 novembre 1982  |
| 9  | The Gun on Ice Planet Zero - Part II  | Zero, il pianeta dei ghiacci eterni (seconda parte)      | 29 ottobre 1978   | 11 novembre 1982 |
| 10 | The Magnificent Warriors              | I magnifici guerrieri                                    | 12 novembre 1978  | 18 dicembre 1982 |
| 11 | The Young Lords                       | I guerrieri del domani                                   | 19 novembre 1978  | 2 dicembre 1982  |
| 12 | The Living Legend - Part I            | L'attacco dei Cylon (prima parte)                        | 26 novembre 1978  | 2008 (DVD)       |
| 13 | The Living Legend - Part II           | L'attacco dei Cylon (seconda parte)                      | 3 dicembre 1978   | 2008 (DVD)       |
| 14 | Fire in Space                         | Fiamme nello spazio                                      | 17 dicembre 1978  | 25 novembre 1982 |
| 15 | War of the Gods - Part I              | Guerra tra Bene e Male (prima parte)                     | 14 gennaio 1979   | 9 dicembre 1982  |
| 16 | War of the Gods - Part II             | Guerra tra Bene e Male (seconda parte)                   | 21 gennaio 1979   | 16 dicembre 1982 |
| 17 | The Man With Nine Lives               | I normanni                                               | 28 gennaio 1979   | 3 febbraio 1983  |
| 18 | Murder on the Rising Star             | Scorpion sotto accusa                                    | 18 febbraio 1979  | 13 gennaio 1983  |
| 19 | Greetings From Earth - Part I         | I sopravvissuti di Gea (prima parte)                     | 25 febbraio 1979  | 20 gennaio 1983  |
| 20 | Greetings From Earth - Part II        | I sopravvissuti di Gea (seconda parte)                   | 25 febbraio 1979  | 27 gennaio 1983  |
| 21 | Baltar's Escape                       | La fuga di Baltar                                        | 11 marzo 1979     | 10 febbraio 1983 |
| 22 | Experiment in Terra                   | Uno sguardo alla Terra                                   | 18 marzo 1979     | 17 febbraio 1983 |
| 23 | Take the Celestra                     | Catturate il Celestra                                    | 1º aprile 1979    | 3 gennaio 1983   |
| 24 | The Hand of God                       | Messaggio dallo spazio tempo                             | 29 aprile 1979    | 24 febbraio 1983 |

## Battaglie nella galassia
- Titolo originale: Saga Of A Star World
- Diretto da: Richard A. Colla e Alan J. Levi (non accreditato)
- Scritto da: Glen A. Larson

### Trama
La Guerra Cylone è finita: grazie alle trattative del Conte Baltar, una conferenza di pace sta per essere avviata tra umani e macchine presso la luna di Cimtar. L'unico membro del Consiglio dei dodici diffidente nei confronti delle intenzioni dei Cyloni è Adama, comandante della Battlestar Galactica. Intanto due Viper in pattuglia, pilotati dai figli di Adama, Apollo e Zac, si imbattono in Tanker Cyloni, e vengono attaccati da una squadriglia di caccia: Apollo riesce a tornare sul Galactica, mentre il Viper di Zac viene abbattuto. Il Galactica attiva i propri sistemi di difesa, e grazie a questa mossa è l'unica nave militare a sopravvivere all'imboscata di un'intera armata Cylone. I robot attaccano anche i dodici pianeti, devastandoli. Adama riesce a radunare duecentoventi navi, con le quali partirà per un lungo viaggio alla ricerca della leggendaria tredicesima colonia: la Terra. Vi sono vari dissidi all'interno della Flotta, soprattutto a causa della mancanza di risorse di gran parte dei sopravvissuti, mentre sulla nave di lusso Rising Star i più facoltosi vivono in abbondanza di cibo e divertimenti. Per raggiungere il pianeta Carillon con lo scopo di fare rifornimento di tylium, la Flotta deve passare attraverso la Nova di Madagon, preventivamente minata dai Cyloni. Il passaggio è reso sicuro dai piloti Starbuck e Boomer, che distruggono le mine. Le navi giungono a Carillon, dove scoprono un gigantesco casinò capace di assicurare a tutti i superstiti illimitati divertimenti e soddisfazioni. Dopo la scomparsa di alcuni coloniali, l'equipaggio del Galactica scopre che il casinò è una trappola organizzata dagli Ovions, specie insettoide e antropofaga di Carillon anch'essa parte dell'Alleanza Cylone. Starbuck e Apollo salvano gli umani prigionieri e danno fuoco alle miniere di tylium, mossa che porterà alla distruzione del pianeta. Tornati a bordo del Galactica, contrastano un'altra armata Cylone, guidata da una Base Stellare con l'Imperatore Cylone a bordo. Ingannando la flotta nemica, costringono la Base Stellare ad avvicinarsi alla superficie del pianeta, che esplode portando con sé la nave nemica e l'Imperatore. La Flotta è nuovamente salva. Alla fine, Baltar viene portato al cospetto del nuovo Imperatore, che invece di farlo uccidere, come era intenzione del predecessore, affida all'umano il compito di rintracciare gli umani in fuga, con una Base Stellare e il Cylone di Serie IL Lucifero al suo comando.
- Altri interpreti: Jane Seymour (Serina), Ray Milland (Sire Uri), Lew Ayres (presidente Adar), Wilfrid Hyde-White (Sire Anton), John Fink (dottor Paye), John Dullaghan (dottor Wilker), Ed Begley Jr. (Sergente Greenbean), Rick Springfield (tenente Zac), Felix Silla (Lucifero)

## Kobol, il pianeta delle antiche leggende (prima parte)
- Titolo originale: Lost Planet of the Gods, Part I
- Diretto da: Christian I. Nyby II
- Scritto da: Glen A. Larson e Donald P. Bellisario

### Trama
Apollo annuncia il suo imminente matrimonio con Serina, donna salvata dalla distruzione di Caprica insieme al figlio Boxey, con estremo disappunto dell'amico Starbuck. Apollo poco dopo si avventura all'interno di un immenso spazio vuoto sulla rotta del Galactica, e grazie a Starbuck riesce a tornare sano e salvo sul Galactica. Intanto i due piloti Jolly e Boomer atterrano su un asteroide, occupato da una base Cylone, e a loro insaputa vengono contagiati da una malattia. Tornati a bordo, involontariamente trasmettono il morbo a gran parte dei piloti che erano presenti alla festa di addio al celibato di Apollo, rendendo virtualmente inagibile la squadriglia di Viper. Adama scopre una menzione dello stesso vuoto nei testi sacri delle dodici colonie, ed Apollo scopre che Serina è una recluta del nuovo squadrone di piloti. Visto l'aggravarsi degli ammalati, Adama non ha altra scelta se non inviare i cadetti sull'asteroide a scoprire la fonte del morbo. I cyloni vengono abbattuti, e lo shuttle medico può raccogliere campioni. Il Galactica così si dirige verso il vuoto.
- Altri interpreti: Jane Seymour (Serina), George Murdock (dottor Salik), Ed Begley Jr. (Sergente Greenbean), Sheila de Windt (Deitra), Janet Louise Johnson (Brie)

## Kobol, il pianeta delle antiche leggende (seconda parte)
- Titolo originale: Lost Planet of the Gods, Part II
- Diretto da: Christian I. Nyby II
- Scritto da: Glen A. Larson e Donald P. Bellisario

### Trama
La Flotta prosegue all'interno del vuoto. Adama rivela al primo ufficiale, il colonnello Tigh, il passaggio del Libro della Parola dove è descritto quella stessa zona dello spazio. Il radar rivela un caccia Cylone all'inseguimento della flotta, e Starbuck è mandato in missione con Apollo e Serina, venendo però catturato e portato in una Base Stellare al cospetto di Baltar. Apollo e Serina si sposano e, durante il matrimonio, appare una stella, intorno alla quale orbita il pianeta Kobol, mondo d'origine del genere umano. Scesi sul pianeta, Adama, Serina ed Apollo scoprono la tomba del Nono Signore di Kobol, durante il regno del quale una grande catastrofe costrinse le tredici colonie ad abbandonare il pianeta. Grazie al medaglione posseduto da Adama, riescono ad introdursi nella tomba, sperando di trovare ulteriori informazioni sul fato della tredicesima colonia, stabilitasi sulla Terra. Ricompare Baltar, spacciandosi nuovamente per alleato degli umani, che consiglia ad Adama un piano per mettere in ginocchio l'Alleanza Cylone attaccando direttamente il pianeta dei Cyloni, fingendosi prigionieri di Baltar. Come segno di benevolenza, ha fatto liberare Starbuck, che ritorna al campo base del Galactica. I quattro riescono a trovare la stanza funeraria del Nono Signore di Kobol, ma in risposta al tentativo di Baltar di profanare la tomba l'edificio inizia a sgretolarsi. I caccia Cyloni iniziano ad attaccare il campo base, e le nuove reclute, insieme a Starbuck e ai piloti ancora non pienamente guariti partono al contrattacco. Adama scopre una serie di geroglifici che indicano il percorso della Tredicesima Colonia verso la Terra, ma a causa dell'attacco dei Cyloni non riesce a concludere la decifrazione ed è costretto a fuggire dalla tomba, mentre Baltar rimane intrappolato al suo interno e verrà in seguito salvato dai Cyloni. La battaglia aerea vede vincitori gli umani, ma all'uscita della tomba Serina viene colpita da un Centurione Cylone e muore a bordo del Galactica. Apollo dunque decide di adottare il figlio di Serina, Boxey.
- Altri interpreti: Jane Seymour (Serina), George Murdock (dottor Salik), Ed Begley Jr. (Sergente Greenbean), Sheila de Windt (Deitra), Janet Louise Johnson (Brie), Larry Manetti (Giles)

## Occhio Rosso
- Titolo originale: The Lost Warrior
- Diretto da: Rob Holcomb
- Scritto da: Donald P. Bellisario (sceneggiatura); Herman Groves (soggetto)

### Trama
Apollo a bordo del suo Viper viene attaccato da quattro caccia Cyloni. L'inseguimento dura a lungo e il Viper termina il propellente e costringe Apollo ad atterrare su un pianeta vicino. 
Apollo si ritrova nel fitto di una foresta dove un ragazzo, Puppis, lo trova.
Apollo viene accolto in casa da Puppis e da Bella la giovane madre, e viene a sapere di trovarsi sul pianeta Equellus, un pianeta dove la vita si svolge come nel selvaggio vecchio west, la sua popolazione è sottomessa a un malvagio boss, chiamato La Certa, grazie al pistolero, suo braccio destro, conosciuto come Occhio Rosso. Bella questo pistolero lo descrive come un essere inquietante con un unico occhio rosso, ed anche come responsabile della morte del marito.
Durante la sua permanenza in casa di Bella, Apollo viene riconosciuto come Guerriero Coloniale, per i suoi abiti e la sua arma, dal fratello di lei, Bootes. Bootes racconta ad Apollo che anche il marito di Bella era un Guerriero.
L'atterraggio del Viper ha attirato l'attenzione anche di La Certa, che invia il fidato Occhio Rosso a controllare. Apollo scopre perché questi è chiamato Occhio Rosso quando arriva a casa di Bella. È un Cylone.
- Altri interpreti: Katherine Cannon (Bella), Lance LeGault (Bootes), Claude Earl Jones (La Certa), Red West (Marco), Johnny Timko (Puppis)

## La stirpe dei peccatori
- Titolo originale: The Long Patrol
- Diretto da: Christian I. Nyby II
- Scritto da: Donald P. Bellisario

### Trama
Scorpion si offre volontario per una difficile missione e come ricompensa il Comandante Adama gli offre un soggiorno sulla Rising Star, una nave di lusso della flotta Coloniale.
Scorpion trascorre piacevolmente il tempo in una cabina della nave con Cassiopea. Tutto sembrava filare liscio quando a bordo compare Athena, figlia del Comandante Adama e rivale di Cassiopea. Si viene a creare una difficile situazione in cui Scorpion passa da una cabina all'altra della nave cercando di non far capire a nessuna delle due donne la presenza dell'altra.
Sul Galactica intanto viene intercettata una comunicazione a lungo raggio proveniente da un lontano pianeta al di là di un vasto campo di asteroidi che sembra indicare la presenza di vita umana.
Scorpion viene richiamato sul Galactica, interrompendo il "piacevole" soggiorno sulla Rising Star, per raggiungere la fonte delle trasmissioni pilotando un viper da ricognizione, disarmato, potenziato e dotato di un Computer a Risposta Orale Attiva (CORA), Scorpion apprezza molto questo viper, ma non molto CORA, che dimostra di aver un caratterino che non gli va a genio e non gli consente di pilotare manualmente il viper. 
- Altri interpreti: James Whitmore Jr (Ladrone), Ted Gehring (Croad), Sean McGlory (Aggressore 9), Tasha Martel (Adultera 58), Ian Abercrombie (Falsario 7)

## Zero, il pianeta dei ghiacci eterni (prima parte)
- Titolo originale: The Gun on Ice Planet Zero - Part I
- Diretto da: Alan J. Levi
- Scritto da: Donald P. Bellisario, Glen A. Larson e Michael Sloan (sceneggiatura); John Ireland Jr. (soggetto)

### Trama
Una speciale task force, formata principalmente da detenuti, viene inviata sul pianeta Aracta per distruggere un gigantesco cannone pulsar comandato dai Cyloni e posto direttamente sul percorso della flotta coloniale. Starbuck per una volta è desideroso di unirsi alla spedizione in quanto sullo stesso pianeta in precedenza ha perso un cadetto. Una volta sul pianeta la squadra si rende conto che due clandestini si sono uniti alla missione il piccolo Boxey e il suo fido Muffit.
- Altri interpreti: Roy Thinnes (Croft), James Olson (Thane), Christine Belford (Leda), Richard Lynch (Wolfe), Denny Miller (Ser 5-7), Britt Ekland (Tenna), Dan O'Herlihy (Dr. Ravashol).

## Zero, il pianeta dei ghiacci eterni (seconda parte)
- Titolo originale: Gun on Ice Planet Zero - Part II
- Diretto da: Alan J. Levi
- Scritto da: Donald P. Bellisario, Glen A. Larson e Michael Sloan (sceneggiatura); John Ireland Jr. (soggetto)

### Trama
Apollo e il team di specialisti, formato da detenuti, sfidano la montagna innevata per raggiungere e far esplodere il cannone Pulsar creato dal Dottor Ravashol, I detenuti nel mentre stanno pianificano un piano di fuga e Scorpion è ancora determinato a trovare il modo per salvare il cadetto Cree disperso sul pianeta. I cloni Theta, creati dal dottor Ravashol come forza lavoro per la realizzazione dell'arma, si oppongono alla distruzione della stessa.
- Altri interpreti: Roy Thinnes (Croft), James Olson (Thane), Christine Belford (Leda), Richard Lynch (Wolfe), Denny Miller (Ser 5-7), Britt Ekland (Tenna), Dan O'Herlihy (Dr. Ravashol).

## I magnifici guerrieri
- Titolo originale: The Magnificent Warriors
- Diretto da: Christian I. Nyby II
- Scritto da: Glen A. Larson

### Trama
Dopo l'attacco dei Cylon in cui due delle navi agricole della flotta coloniale sono state distrutte e l'ultima resa inutilizzabile, Il Comandante Adamo vorrebbe recarsi sul pianeta Sectar, nel quadrante Zeta, con la speranza di scambiare un vecchio potenziatore di semi. Sfortunatamente, il potenziatore è di Lady Belloby, la quale non vi rinuncerà se il comandante non la corteggerà. Intanto sul pianeta, gli abitanti della piccola comunità agricola di Serenity sono alla ricerca di un nuovo sceriffo che tenga a bada i Boray, esseri che razziano la città ad ogni luna piena.
- Altri interpreti: Brett Somers (Lady Belloby), Dennis Fimple (Duggy), Eric Server (Dipper), Ed Begley Jr. (Sergente Greenbean), Barry Nelson (Bogan).

## I guerrieri del domani
- Titolo originale: The Young Lords
- Diretto da: Donald P. Bellisario
- Scritto da: Donald P. Bellisario, Frank Lupo e Paul Playdon

### Trama
Abbattuto dai Cyloni, Scorpion si schianta su Attila, un pianeta al limite estremo del Settore Omega. lì si ritrova sotto l'attacco di un manipolo di Cyloni, ma viene salvato da una famiglia composta di ragazzi. Kyle, il giovane capo di questi autoproclamati guerrieri, quasi da subito studia un piano per offrire al Comandante dell'avamposto Cylone uno scambio, Scorpion in cambio di suo padre da loro detenuto.
- Altri interpreti: Charles Bloom (Kyle), Bruce Glover (Megan), Audrey Landers (Miri), Brigitte Muller (Ariadne), Jonathan B. Woodward (Robus), Adam Mann (Nilz).

## L'attacco dei Cylon
- Titolo originale: The Living Legend
- Diretto da: Vince Edwards
- Scritto da: Glen A. Larson (sceneggiatura e soggetto); Ken Pettus (soggetto)

### Trama
È trascorso un anno da quando il Galactica e la flotta coloniale in fuga hanno iniziato il viaggio alla ricerca del mitico pianeta Terra, e le forniture di carburante della flotta sono ormai estremamente basse, al punto che la flotta civile deve arrestare i propulsori delle navi andando alla deriva nello spazio. Pattugliando in avanscoperta, il capitano Apollo e il tenente Scorpion vengono colpiti da due velivoli, ma che dopo un lungo inseguimento i loro aggressori si rivelano essere viper coloniali! Questi viper son pilotati dai tenenti Sheba e Bojay, piloti della Pegasus, una battlestar che si pensava distrutta due anni prima durante l'attacco sferrato dall'impero Cylone al pianeta alleato di Molecay.
- Altri interpreti: Lloyd Bridges (Caino), Anne Lockhart (Sheba), Jack Stauffer (Bojan), David Greenan (Omega), Rod Haase (Tolan), Felix Silla (Lucifero).

## Fiamme nello spazio
- Titolo originale: Fire in Space
- Diretto da: Christian I. Nyby II
- Scritto da: Jim Carlson e Terrence McDonnell (sceneggiatura); Michael Sloan (soggetto)

### Trama
Il Galactica cade nuovamente sotto attacco Cylone, ma questa volta i Cyloni hanno una nuova strategia. Invece di sparare sulla nave fanno schiantare i loro raider su essa. Questo attacco kamikaze fa scoppiare un incendio sul Galactica, intrappolando molti membri dell'equipaggio, tra cui Athena, Boomer e Boxey. Gli impatti iniziali rimane ferito gravemente anche Adamo, la cui vita è ora in pericolo. L'equipaggio può spegnere il fuoco e salvare la Galactica e sopravviverà Adamo per comandarlo?
- Altri interpreti: George Murdock (Dottor Salik), William Bryant (Capo squadra), Jeff MacKay (membro dell'equipaggio), David Greenan (Omega).

## Guerra tra Bene e Male (prima parte)
- Titolo originale: War of the Gods - Part I
- Diretto da: Daniel Haller
- Scritto da: Glen A. Larson

### Trama
Una pattuglia di ricognizione, condotta da Bojay, cerca di individuare possibili minacce alla Flotta.  Successivamente incontrano strane sfere di luce, che preannunciano una nave più grande fatta di luce che supera la pattuglia e sembra renderli incapaci fino a farli scomparire nel nulla.
Adamo comunica a Sheba, Apollo e Scorpion che la pattuglia guidata da Bojay è scomparsa e che un evento sismico di proporzioni imponenti è avvenuto proprio nel periodo in cui sono scomparsi. Nonostante i dubbi di Apollo nell'avere Sheba nella missione - poiché sta ancora affrontando la perdita di suo padre, Caino e della nave Pegasus - i tre partono per indagare. Si imbattono in un inquietante pianeta rosso abitabile, ma senza forme di vita animale. Apollo pensa che ciò sia dovuto alla grande lontananza del pianeta dalla colonie, cosicché nessuno può esservi arrivato. 
Appena arrivati, scoprono un'enorme vallata creatasi dall'impatto di una nave stellare delle dimensioni del Galactica. I livelli di radioattività sono altissimi e i tre si avvicinano con difficoltà al relitto ma, mentre provano ad approfondire la ricerca, un umanoide ordina loro di non proseguire, sventolando il pericolo radioattivo. Dice loro che si tratta dei rottami della sua nave, distrutta dalla "Grande Potenza" e che i suoi compagni sono tutti morti e solo lui è rimasto indenne: il suo nome è Iblis, Conte Iblis.
Apollo tenta di scansionare il sopravvissuto, scoprendo che il suo scanner non funziona. L'uomo sostiene che il campo radioattivo è troppo forte, rendendo lo scanner inutile.
Mentre Scorpion e Apollo si chiedono come l'uomo possa essere sopravvissuto alla catastrofe senza portare segni visibili, Sheba comincia un'affettuosa conversazione con lui, che si dichiara stanco, pur rifiutando il cibo che lei gli offre perché afferma che non di quel cibo ha bisogno. È anzi il Conte a offrirsi di aiutarli, asserendo di possedere una conoscenza infinita dell'universo, chiedendo di salire a bordo del Galactica. Lo scetticismo di Apollo verso questa richiesta è presto superato dall'improvvisa apparizione degli stessi globi di luce, visti all'inizio dell'episodio, e dal loro rumore assordante al punto di stordire i tre guerrieri coloniali. Solo Iblis appare del tutto insensibile al rumore tremendo, ma purtuttavia afferma che "Loro mi stanno cercando".
I quattro fanno quindi rientro sul Galactica e mentre Apollo, Scorpion e Tigh discutono sulle risposte evasive del Conte, Sheba ormai sempre più condizionata, viene di fatto spinta a fargli visitare la nave e soprattutto il ponte comando, senza alcuna autorizzazione. Inquietante è l'influenza del conte sulla strumentazione elettronica, che cessa di funzionare non appena lui si avvicini. Nessuna apparecchiatura conosciuta è in grado di scansionare il conte, che agli strumenti appare come inesistente.
Portato da Sheba sul Rising Star per assistere a un incontro di triade, Iblis le svela di essere un grande amante del gioco e che nel suo luogo di provenienza si tenevano soprattutto i giochi della Vita e della Morte. In quel momento sopraggiungono Apollo e Scorpion chiedendogli di seguirli per essere interrogato da Adamo. Al tergiversare del conte, Apollo gli ordina di seguirlo, e Iblis lo fa, ma minacciandolo di morte qualora si rivolga di nuovo a lui con quel tono.
Di fronte al Consiglio dei Dodici Iblis fa sfoggio della sua arte di telecinesi spostando un oggetto sul tavolo e chiede di venire sottoposto a tre test per la definitiva nomina a capo della flotta. L'unica cosa ad essere fuori dal suo dominio è riportare in vita i piloti dispersi, appartenendo questo evento al passato. Per il resto solo lui può proteggere la flotta dalle sfere di luce, che sono la vera minaccia, ben oltre le possibilità di comprensione umana.
Iblis richiede anche l'appoggio della popolazione subordinando a ciò, la moltiplicazione delle derrate alimentari, di fatto già avvenuta nella nave agricola, per il suo intervento. Il carismatico conte si offre di compiere prodigiosi miracoli se gli venisse conferito il comando della flotta. Questi poteri straordinari mostrati dal conte e la sua concessione ad una scelta fa pensare ad Apollo che il conte possa essere una sorta di Dio, ma Adamo gli fa capire che anche i coloniali apparirebbero degli dei a popolazioni arretrate. Potrebbe quindi essere un appartenente a una razza discendente degli antichi Signori di Kobol, evoluta separatamente, con poteri straordinari.
Il Consiglio decide due dei tre test: il primo è la sconfitta dell'Impero Cylone, il secondo è la giusta rotta verso la Terra.
Nel frattempo le sfere di luce convincono Baltar e Lucifero che gli umani sono ormai in possesso di una tecnologia troppo superiore a quella Cylone e a formulare un messaggio all'indirizzo del Galactica, chiedendo ad Adamo di discutere i termini della sua resa.
- Altri interpreti: John Williams (Sire Montrose), George Murdock (Dottor Salik), Patrick Macnee (Conte Iblis), Janet Julian (Tenente Brie), Jack Stauffer (Capitano Bojan), John Dullaghan (Dr. Wilker) Ed Begley Jr. (Sergente Greenbean).

## Guerra tra Bene e Male (seconda parte)
- Titolo originale: War of the Gods - Part II
- Diretto da: Daniel Haller
- Scritto da: Glen A. Larson

### Trama
Il Conte Iblis ha portato il nemico della flotta Coloniale e traditore, Baltar, davanti al Consiglio dei Dodici. Mentre i Coloniali festeggiano, Adamo e Apollo giungono alla conclusione che il segreto sull'identità di Iblis può essere svelato solo da un'ispezione del relitto della nave dove lo incontrarono per la prima volta. Apollo e Scorpion partono quindi per una missione segreta, segreta per evitare che leggendo il loro pensiero il conte Iblis possa neutralizzare l'azione dei due. Ciononostante Iblis ne capisce le intenzioni, anche a causa di Sheba che li ha seguiti e sulla quale ha un grandissimo ascendente. Una volta sul pianeta rosso, Apollo e Scorpion entrano nel relitto e scoprono la verità. A detta dell'attrice Lockhart la scena, che fu girata ma mai montata, mostrerebbe un arto con piede di capra appartenente a un demone morto. Anche sulla scorta delle antiche scritture Apollo sa ora chi sia veramente Iblis: è chiaramente Mefistofele, il demonio, il re delle tenebre, disceso nella dimensione spazio-tempo dell'universo. Apollo e Scorpion dapprima restii a mostrare la terribile scena a Sheba, decidono invece di lasciare che anche lei veda e comprenda la vera natura del Conte. Ma ecco apparire Iblis improvvisamente dal nulla, comandando a Sheba di non guardare e invece di ricongiungersi a lui. Come ipnotizzata Sheba va per seguirlo, ma Apollo cerca di svegliarla dal torpore, conscio che nulla può Iblis su di lui, che non si è assoggettato al suo dominio. Ciò provocando l'ira di Iblis che decide di ucciderla. L'amore di Apollo per Sheba lo porta a sacrificarsi per lei e ricevere così il fendente mortale destinato alla guerriera. Un'altra legge universale è stata violata da Iblis e ciò suscita la reazione della nave celeste luminosa, che interviene e lo costringe alla fuga. Durante il rientro sul Galactica, anche i due guerrieri vengono rapiti dalla nave luminosa, nel cui interno si compie il miracolo della resurrezione di Apollo, la cui uccisione per mano di Iblis deve essere neutralizzata in quanto contraria alle leggi eterne che regolano la guerra tra Bene e Male. Una volta rientrati nel Galactica i tre guerrieri, come in trance, comunicano al Comandante Adamo la rotta precisa per la Terra.
- Altri interpreti: John Williams (Sire Montrose), Patrick Macnee (Conte Iblis), Sarah Rush (Caporale Rigel), David Greenan (Omega).

## I normanni
- Titolo originale: The Man with Nine Lives
- Diretto da: Rod Holcomb
- Scritto da: Donald P. Bellisario

### Trama
Sulla Rising Star, tre borelliani sono a caccia del sangue di un certo Capitano Dimitri. Questi altro non è che un vecchio furfante che vive di espedienti e che adesso si fa chiamare Chamelion. Resosi conto che i tre borelliani lo stanno braccando, il vecchio aggancia Scorpion suggerendogli che è lui il padre che il guerriero non ha mai conosciuto. Scorpion porta Chameleon sul Galactica per provare quanto dice, ma è solo una scusa per trovare un modo di sgattaiolare via dalla flotta.
- Altri interpreti: Fred Astaire (Chameleon/Capitano Dimitri), Anne Jeffreys (Lady Blassie), Lance LeGault (Maga), Robert Feero (Bora), Anthony De Longis (Taba).

## Scorpion sotto accusa
- Titolo originale: Murder on the Rising Star
- Diretto da: Rod Holcomb
- Scritto da: Donald P. Bellisario, Jim Carlson e Terrence McDonnell (sceneggiatura); Michael Sloan (soggetto)

### Trama
Scorpion impegnato in una partita di triade, un gioco che una via di mezzo tra la pallacanestro ed il football, viene costantemente colpito dai colpi del strafottente e collerico sergente Ortega, Scorpion risponde ai colpi trasformando il confronto in una rissa che causa l'espulsione di entrambi dal gioco. Scorpion sta per riprendere la rissa con Ortega quando viene fermato da Cassiopea, ed i due si separano. Dopo che Ortega si è ripulito viene affrontato e colpito a morte. Scorpion intanto viene visto correre verso l'hangar navette prima che venga ritrovato il corpo di Ortega. Quando viene fermato la sua pistola laser viene sequestrata e sottoposta ad un esame che rivela che quella è l'arma del delitto. Scorpion viene incarcerato ma questi professa la sua innocenza ma al contempo sta cercando una via di fuga. Riuscito a fuggire Scorpion sale a bordo di un Viper,  ma viene convinto a fermarsi da Apollo, che controllando il passato di Ortega, scopre che lo stesso Ortega conosceva un uomo di nome Charybdis, che a quanto risulta era il pilota personale di Baltar ed implicato nel sabotaggio del sistema di difesa Inter-Coloniale che ha reso possibile il successo dell'attacco Cylone alle Colonie. Apollo e Boomer scoprono che Ortega aveva ricattato tre uomini per salire a bordo illegalmente della Rising Star nel corso dello stesso attacco. L'unico modo per scoprie ed eliminare il vero traditore è ottenere la collaborazione di Baltar, Cosa che sembra essere altamente improbabile.
- Altri interpreti: Brock Peters (Solon), W.K. Stratton (Tenente Barton), Ben Frank (Chella/Riftis), Lyman Ward (Pallon/Karibdis), Frank Ashmore (Ortega), John Dullaghan (Dottor Wilker), Jeff MacKay (Komma).

## I sopravvissuti di Gea
- Titolo originale: Greetings from Earth
- Diretto da: Rod Holcomb
- Scritto da: Glen A. Larson

### Trama
Apollo e Scorpion si durante una perlustrazione imbattono in una navetta che pensano possa provenire dalla Terra e la portano a bordo del Galactica. A bordo della navetta l'equipaggio in animazione sospesa è composto da due adulti e quattro bambini. Il Consiglio dei Dodici prende la decisione di aprire far uscire dall'animazione sospesa l'equipaggio della navetta, ma Adamo non si dichiara d'accordo con la decisione poiché questo può significare mettere in pericolo l'equipaggio stesso. Quando uno dei membri dell'equipaggio, un maschio adulto di nome Michael, viene svegliato trova difficoltà a respirare l'aria a bordo del Galactica. Apollo, Scorpion e Cassiopea decidono di scortare la navetta lunare Avion verso la Terra, sua destinazione, sperando di scoprire se i viaggiatori possano essere…
- Altri interpreti: Randolph Mantooth (Michael), Kelly Harmon (Sarah), Murray Matheson (Geller), George Murdock (Dottor Salik), John Dullaghan (Dottor Wilker), Lesley Woods (Aggie Moreland), Frank Marth (Josh Moreland).

## La fuga di Baltar
- Titolo originale: Baltar's Escape
- Diretto da: Winrich Kolbe
- Scritto da: Donald P. Bellisario

### Trama
Con i nemici apparentemente sconfitti, il Consiglio dei Dodici propone di revocare la legge marziale in vigore dalla distruzione delle Colonie e di dare al Comandante Adama un delegato permanente del Consiglio, Lady Tinia. Nel frattempo, Baltar pianifica la sua fuga dalla nave prigione chiedendo l'aiuto dei borelliani e delle forze dell'ordine del comandante Leiter.
- Altri interpreti: Ina Balin (Lady Tinia), Lloyd Bochner (Comandante Leiter), John Hoyt (Lord Dorma), Lance LeGault (Maga), Robert Feero (Bora), Anthony De Longis (Taba), John Dullaghan (Dottor Wilker).

## Uno sguardo alla Terra
- Titolo originale: Experiment in Terra
- Diretto da: Rod Holcomb
- Scritto da: Glen A. Larson

### Trama
La misteriosa nave luminosa riappare, dirotta Apollo a bordo del suo Viper nello spazio e lo invia in una missione per salvare il pianeta Terra durante i negoziati di pace con l'Alleanza orientale. Uno degli esseri luminosi prende forma umana per guidare Apollo e lo fa assumendo l'aspetto di un terrestre scomparso di nome Charlie.
- Altri interpreti: Melody Anderson (Brenda Maxwell), Peter D. MacLean (Presidente), Edward Mulhare (John), Nehemiah Persoff (leader dell'alleanza orientale), Logan Ramsey (Moore), Ken Swofford (Generale Maxwell), Sidney Clute (Stone).

## Catturate il Celestra
- Titolo originale: Take the Celestra
- Diretto da: Rod Holcomb
- Scritto da: Jim Carlson e Terrence McDonnell (sceneggiatura e soggetto); David S. Arthur e David G. Phinney (soggetto)

### Trama
Sul Galactica è in corso la celebrazione in onore del Comandante Kronus, Scorpion ritrova una sua vecchia fiamma, Aurora e interrompe un appuntamento con Cassiopea per seguire il suo amore perduto sul Celestra. Al loro arrivo, Scorpion e Apollo si trovano nel bel mezzo di un ammutinamento.
- Altri interpreti: Paul Fix (Comandante Kronus), Nick Holt (Charka), Ana Alicia (Aurora), Randy Stumpf (Damon), Richard Styles (Hermes).

## Messaggio dallo Spazio Tempo
- Titolo originale: The Hand of God
- Diretto da: Donald P. Bellisario
- Scritto da: Donald P. Bellisario

### Trama
In una notte di riposo dal servizio, Apollo porta Scorpion, Cassiopea e Sheba in una delle aree meno esplorate della Galattica, la più alta delle antiche cupole di astronavigazione del Galactica. Apollo ha passato molto del suo tempo libero nella cupola per ripararla come passatempo e per coltivare la sua passione per l'esplorazione delle stelle lontane. Lo scanner di cui è dotata la cupola è predisposto per la comunicazione a lungo raggio e, con loro grande sorpresa, rilevano un segnale, un'immagine di un antico veicolo spaziale simile a quello che una volta volavano nei cieli delle Colonie. Dopo aver mostrato le immagini a Boomer ed al comandante Adamo, lui e Scorpion vengono inviati al comando dei loro Viper a lungo raggio verso un sistema solare all'interno del raggio di trasmissione, ma arrivati là con orrore scoprono una Base stellare Cylone in orbita attorno a uno dei pianeti che compongono il sistema solare, obbiettivo della ricerca della Flotta Coloniale.
- Altri interpreti: David Greenan (Omega).